# Єгипетські араби
Єгиптяни, єгипетські араби (єгипет. rmṯnkm.t; копт.: ⲛⲓⲣⲉⲙⲛⲭⲏⲙⲓ ni.ramenkīmi; араб. مِصريّون, miṣriyūn; єгипетське арабське مَصريين, maṣreyyīn) — основне населення Єгипту. Загальна чисельність — приблизно 104,2 мільйони осіб (2017).
Основу етносу склали араби, асимільовані нащадки древніх єгиптян. Більшість віруючих — мусульмани-суніти. Громадяни цієї країни, котрі мають спільну культуру та загальний діалект, відомий як єгипетський арабський або масрі. Крім того, значна частина єгиптян, що живуть у Верхньому Єгипті, говорять на саїдській арабській мові. Єгиптяни в основному є прихильниками сунітського ісламу з шиїтською меншиною та значною часткою, яка слідує місцевим суфійським наказам. Значна частина єгиптян належить до Коптської Православної Церкви, чия літургійна мова коптська, що є серед корінних єгипетських мов і використовується в молитвах разом з арабською мовою.
Єгипетська ідентичність тісно пов'язана з географією. Населення Єгипту зосереджено в нижній долині Нілу, невеликій смузі культурної землі, яка простягається від Першого порогу до Середземномор'я і оточена пустелею на схід і на захід. Ця унікальна географія стала основою розвитку єгипетського суспільства з давніх часів.

## Традиційна культура
Близько половини єгиптян — землероби-фелахи, традиційні заняття і побутова культура яких сходять до епохи фараонів.
Землеробство розвивається в долині і дельті Нілу і оазах. Вирощуються пшениця, просо, фінікова пальма, сочевиця, боби, люцерна, льон, бавовна, баштанні і садові культури. Розводять одногорбих верблюдів-дромедар, кіз, овець, буйволів, ослів.
З ремесел розвинуті ковальське, гончарне, ювелірне, ткацьке, виготовлення мідного начиння, різьблення по дереву, обробка шкіри (у тому числі верблюжої і крокодилової) і папірусу.
Більше половини єгиптян живуть у містах. Міське житло середземноморського типу з внутр. двориком, поділом на чоловічу та жіночу половини, арочними лоджіями і галереями, візерунчастими дерев'яними ґратами балконів (Машраб); ниж. поверх — з каменю або обпаленої цегли, верх. — З каменю або глини на дерев'яному каркасі. Сільське житло з сирцевої цегли, обмазаного мулом або вапном; фундамент — з битого обпаленої цегли або щебеню. Бідні будинки мають одну кімнату з земляною долівкою та жаровнею, іноді там же тримають худобу; в будинках заможних селян — дві-три невеликі кімнати. Села часто розташовуються на місці стародавнього поселення, на дамбі, обсаджені фініковими пальмами, являють собою скупчення одноманітних будівель, з мечеттю або церквою, гробницею місцевого праведника, характерні високі глинобитні, часто білені голубники.
Чоловічий традиц. одяг, що збереглася в осн. в селах, — довга верхня зазвичай біла або синя шерст. сорочка (галабея), під яку надягають широкі короткі штани і біла бавовняна сорочка; носять також безрукавку, на ногах — туфлі без задників, на голові-коричневу фетровий шапочку (лебда), на яку в урочистих випадках намотується білий тюрбан. Жінки носять традиційні чорні, рідше кольорові сукні з широкими довгими рукавами, підперезані під грудьми, широкі штани, головну хустку, золоті, у бедуїнів — частіше срібні кільця, сережки, браслети. У містах частіше носять європейський одяг.
Повсякденна їжа — кукурудзяні й пшеничні коржі, варені боби (фуль), сочевична юшка, рис, овочі, зелень, фініки, цукровий очерет, зрідка м'ясо (кури, голуби, баранина) та риба, з напоїв — чай, кава, у немусульман також пиво та виноградне вино. Традиц. святкові страви — таамім (фрикадельки з бобів із зеленню і кунжутній пастою), баба-гануг (пюре з печених баклажанів), мулухія (юшка з листя однойменного чагарника), фаттасуп (з паніровані телячих або баранячих ніжок), печена риба , плов.
Соціальна організація — розширені (a'ila) і малі (usra) патріархальні сім'ї (з поч. 20 ст. В містах розширені сім'ї стали приходити в занепад), патрілініджі (після шлюбу жінка залишається членом батьківського патрілініджа: вона користується підтримкою батька і братів, зберігає свою частку спадковості й зобов'язана підтримувати своє рідне патрілінідж у разі міжусобної ворожнечі). З сер. 20 ст. за сприяння коптської общини впроваджується планування сім'ї; частка кузен шлюбів (в осн. патрілатеральних ортокузенних) серед міського населення зменшується, у сільській місцевості вона і нині перевищує 50 %.
Фольклор — прозаїчний, поезія розмовною мовою та епічні поеми про стародавніх героїв. «Народні романи» (наприклад, про Іскандера — Олександра Македонського), які читаються в кав'ярнях поряд з казками циклу «Арабські ночі» ("1001 ніч "); пісні і танці у супроводі оркестру з барабанами (табло), барабаном з кераміч. корпусом (дарабука), духовими (зуммара, мізмар) і струнними щипковими (ургуль, саламійя, ребаб) інструментами. У народному лубку («народна картинка»), ткацтві і ряді інших ремесел зберігаються традиц. зобразить. сюжети і орнаменти.
Особливості єгипетської культури і місцевих порядків проявляються у зовнішньому вигляді і манері поведінки сучасних єгиптян. Тут часто зустрічаються цікаві типажі людей, наприклад «помічники», що працюють за бакшиш (чайові), або східні торговці, хитромудро нав'язують свій товар туристам. При цьому, для більшості єгиптян характерна неспішна манера поведінки, активна взаємна допомога. Специфічні для нашого розуміння, місцеві жителі таким чином зберігають свою самобутність.

## Генетична історія

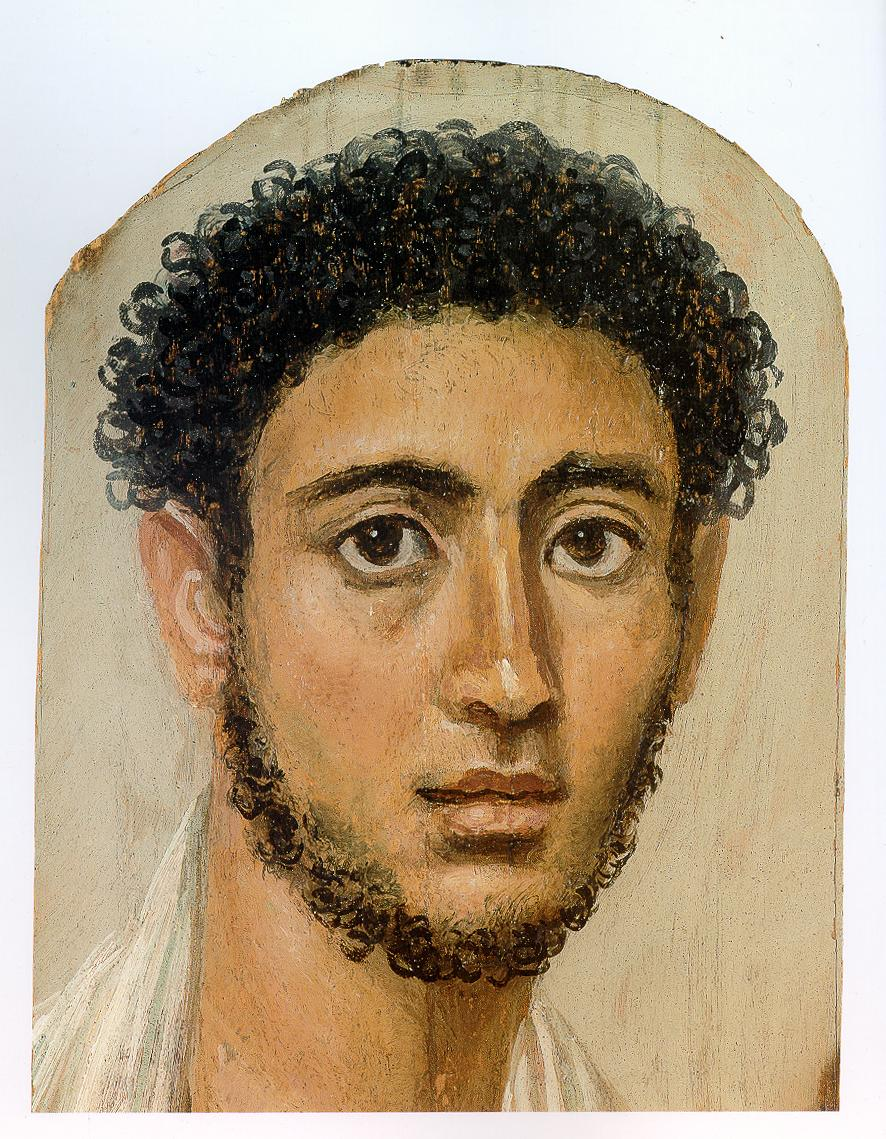
Портрет єгипетянина з поховання 125—150 років н. е.

Присутні деякі відмінності між популяціями Верхнього і Нижнього Єгипту (північ та південь) встановлювалися певний час, про що свідчать їх скелетні залишки, через поступову міграцію з півночі на південь населення в історії Єгипту.
Коли Нижній і Верхній Єгипет були об'єднані в 3200 р. до н. е. ця відмінність стала розмиватися, внаслідок чого в Єгипті існувало більш однорідне населення, хоча ця відмінність до певної міри залишається і донині. Деякі біологи, антропологи (напр. Шомарка Кейта) вважають, що діапазон мінливостей може бути, перш за все, корінним і не обов'язково результатом значного змішування народів.
Кейта описує північні і південні закономірності раннього періоду, як «північно-єгипетсько-магрібський тип» і «тропічний африканський варіант» (які перетинаються з Нубією-Куш) відповідно. Він вказує на те, що прогресивна зміна в Верхньому Єгипті щодо північно-єгипетського варанту відбулася через попередній історичний період. Південний вид продовжує переважати в Абідосі, у Верхньому Єгипті, за часів Першої династії фараонів, але «нижні єгипетські, магрібівські та європейські візерунки спостерігаються також, що призводить до великої різноманітності».
Група відомих фізичних антропологів провела черепно-лицьові дослідження єгипетських скелетних залишків і зробила висновок про те, що "єгиптяни були на місці ще з плейстоцену, і вони значною мірою не зазнали впливу або вторгнень, або міграцій. Як зазначають інші, то єгиптяни були і в минулому на цих теренах.
Генетичний аналіз сучасних єгиптян показує, що вони мають батьківські лінії, спільні для корінного населення північно-східного африканського населення в першу чергу, а також мають відношення до близькосхідних народів меншою мірою — ці лінії поширилися під час неоліту і зберігалися в період доісторичної доби. З Університету Чикаго єгиптолог Франк Юрко запропонував історичну, регіональну та етнолінгвістичну безперервність, стверджуючи, що «мумії та скелети древніх єгиптян вказують на те, що вони є африканцями афроазійської етнічної групи». Він писав:
«Звичайно, існує деяка іноземна домішка [в Єгипті], але є в основному однорідне африканське населення яке жило в долині р. Нілу з давніх-давен до сучасності … Бадарські люди, які розвинули найдавнішу додинастичну єгипетську культуру, вже виставляли суміш фізичних рис Північної Африки й Сахари, які з тих пір є типовими для Єгипту… Народи Єгипту, Судану та більшої частини Сходу Африки, Ефіопія та Сомалі в цілому розглядаються як безперервність [долини Нілу] з широкомасштабними фізичними властивостями (колір обличчя, світлі й темні волосся, різноманітні черепно-лицеві типи), але мають потужні загальні культурні риси, включаючи традиції скотарства). Мовні дослідження показують, що це населення Сахари (долини р. Нілу) стало говорити афроазійською мовою … очевидно, що і семіти були у Сахарі, які перетнули Червоне море в Аравію і стали предками там семітських мов близько 7000 р. до н. е. … У підсумку можна сказати, що Єгипет являв собою відмінну афроазійську північно-африканську культуру, кореневу в долині Нілу та на Сахарі.»
Біоархеологічне дослідження 2006 р. стосовно морфології древніх єгиптян професора Джоеля Іріша показало особливості стоматологічних зразків корінних північноафриканців і в меншій мірі південно-західної частини Азії та південного європейського населення. Серед зразків, включених до дослідження, є скелетний матеріал із гробниць Хавари Фаюма, що дуже тісно згрупувався з послідовністю бадарів попереднього періоду. Всі зразки, особливо періоду династичного, що суттєво відрізнялися від неоліту зразка Західної Сахари з Нижньої Нубії. Біологічна безперервність була також знайдена незмінною від династичної до пост-фараонічного періодів. За даними Іріша:

[Єгипетські] зразки [996 мумій] демонструють просту морфологію, масове скорочення зубних рядів, подібних до тих, що знаходяться в популяціях більше в Північній Африці та меншою мірою в Західній Азії та Європі. Описані аналогічні черепно-лицеві вимірювання серед зразків з цих регіонів … перевірка значень не виявляє жодних доказів збільшення дистанції феніта між зразками з першої та другої половин цього майже 3000-річного періоду. Тривалий період, наприклад, фізичні відстані між першою другою династією Абідосу та зразками четвертої династії Сакара (MMD ¼ 0.050), 11—12-ї династії Фіви (0.000), 12-ї династії Лішт (0.072), 19-ї династії Курнег (0.053) і 26—30-ї династії Гіза (0.027) не виявляє спрямованого збільшення через час … Отже, незважаючи на посилення іноземного впливу після Другого проміжного періоду, не тільки єгипетська культура залишалася незмінною, але самі люди представлені зубними зразками, як біологічно постійні … Гебель Рамлах [зразок неоліту Нубійського / західної пустелі] насправді суттєво відрізняється від бадарі на основі 22-ритного «MMD» (табл. 4). З огляду на це, зразок неоліту західної пустелі суттєво відрізняється від усіх інших [але] найближче є до переддинстатичних та ранніх династичних зразків.